# Résidence de Rainilaiarivony à Amboditsiry
La résidence de Rainilaiarivony à Amboditsiry est un bâtiment situé dans el quartier Amboditsiry à Antananarivo à Madagascar,.

## Histoire
Le domaine est situé à 3 km du centre ville.
Au  début du XVIIe siècle, le roi Andrianjaka attribue la résidence à l'arrière-grand-père de Rainiharo (en), le grand-père de Rainilaiarivony.
La résidence d'Amboditsiry est devenue la  maison de Rainilaiarivony qui a été le Premier Ministre du Royaume de Madagascar du 14 Juillet 1864 au 30 Septembre 1895 sous les règnes de Rasoherina, Ranavalona II et Ranavalona III.
Le domaine d’Amboditsiry est composé d’un bâtiment principal construit en 1863 par James Cameron, d’annexes et d’un espace vert présentant des richesses floristiques dont quelques espèces endémiques.
Le jardin a une superficie de  3,88 hectares.
La résidence fait partie d'un ensemble de propriétés foncières et immobilières comme celle de fasan-dRainiharo ou le palais d'Andafiavaratra.
À l'aube du XXe siècle, pendant que les Français commencent à s'implanter à Madagascar, Rainilaiarivony est maintenu en résidence surveillée.
Avant son départ en exil pour l'Algérie, Rainilaiarivony rédige son testament léguant ainsi  ladite  résidence à son petit-fils Ratelifera.
La résidence était  d'une beauté si exceptionnelle que Rainilaiarivony  y emmenait la reine Rasoherina qui était alors très malade, pour sa convalescence.
C'est dans la résidence qu'elle a fait sa dernière apparition publique en avril 1888.